# 1995 chez Disney
Cet article présente la liste des évènements de la Walt Disney Company ayant eu lieu en 1995.

## Événements

### Janvier
- 21 janvier 1995, Ouverture de l'attraction Circle of Life: une fable environnementale à Epcot[1]

### Février
- 17 février 1995, Sortie du film La Colo des gourmands aux États-Unis

### Mars
- 3 mars 1995, Ouverture de l'attraction Indiana Jones Adventure : Temple of the Forbidden Eye à Disneyland[2],[3]
- 5 mars 1999, Disney a reçu une offre de location par Andersen Consulting pour 3 160 m2 de ses bureaux de Beaumont House à Londres[4]
- 20 mars 1995, Fermeture des boutiques Main Street Book Shop, Penny Arcade et House of Magic au Magic Kingdom
- 26 mars 1995, Walt Disney Television Singapore inaugure son centre de diffusion satellitaire au 4 Loyang Lane[5], Disney devenant le premier opérateur singapourien ayant son propre satellite en réception-émission ne dépendant pas de Singapore Telecommunications[6]

### Avril
- 1er avril 1995, Ouverture du parc aquatique Disney's Blizzard Beach au Walt Disney World Resort[7]
- 7 avril 1995, Première mondiale du film Dingo et Max
- 28 avril 1995, Lancement de la chaîne Super RTL détenue à parité par RTL Group et Disney[8]

### Mai
- 6 mai 1995
  - La chaîne Classic Sports Network est lancée dans l'Oklahoma, future ESPN Classic[9]
  - Première diffusion du téléfilm Un vendredi de folie de Walt Disney Television sur ABC, remake d'Un vendredi dingue, dingue, dingue (1976)
- 18 mai 1995
  - Disney achète 25 % du capital du club de baseball California Angels[10]
  - Ouverture de l'attraction Space Mountain au Parc Disneyland"[11]

### Juin
- 1er juin 1995, Inauguration de l'attraction Space Mountain au Parc Disneyland[3]
- 16 juin 1995, Première mondiale du film Pocahontas, une légende indienne
- 20 juin 1995, Ouverture de l'attraction Alien Encounter au Magic Kingdom et annonce de la construction du Disney's Animal Kingdom[12]

### Juillet
- 15 juillet 1995, Ouverture du Disney's Fairy Tale Wedding Pavilion[13],[14],[15]
- 31 juillet 1995, Disney et Capital Cities/ABC annoncent leur intention de fusionner pour un montant de 19 milliards de $[16],[3]

### Août
- 11 août 1995
  - Sortie du Mickey Mouse Mickey perd la tête
  - Sortie du film Esprits rebelles de Hollywood Pictures
- 21 août 1995, Fermeture de l'attraction PeopleMover à Disneyland[17]
- 27 août 1995, Dernière représentation de la parade Aladdin's Royal Caravan aux Disney-MGM Studios[18]
- 29 août 1995, American Broadcasting Company rachète WJRT-TV à SJL Broadcast Management[3]

### Septembre
- 5 septembre 1995, Ouverture de la patinoire d'entraînements des Mighty Ducks d'Anaheim, la Disney Ice à Anaheim, Californie
- 9 septembre 1995, Sortie du documentaire Frank and Ollie au Canada (au Festival international du film de Toronto)
- 19 septembre 1995, Première mondiale du film Toy Story aux États-Unis

### Octobre
- 14 octobre 1995, ESPN annonce un concept de restaurant à thème, The ESPN Zone[19]
- 20 octobre 1995, Sortie du documentaire Frank and Ollie aux États-Unis

### Novembre
- 9 novembre 1995, Décès de Robert O. Cook, ingénieur du son[20]
- 28 novembre 1995, Ouverture du Walt Disney World Speedway[21]
- 22 novembre 1995, Sortie nationale du film Toy Story de Pixar aux États-Unis

### Décembre
- 11 décembre 1995, Disney achète l'hôtel Pan Pacific Hotel, mitoyen du Disneyland Hotel en Californie[3],[22]
- 22 décembre 1995, Décès de Bill Cottrell, scénariste et imagineer[23]
- 29 décembre 1995, Première mondiale du film Professeur Holland d'Hollywood Pictures à Los Angeles